# Женская сборная Сенегала по гандболу
Женская сборная Сенегала по гандболу — национальная сборная Сенегала, выступающая на чемпионатах Африки и мира по гандболу среди женщин. Управляется Федерацией гандбола Сенегала. Двукратный серебряный призёр чемпионатов Африки (1974, 2018). Бронзовый призёр Африканских игр 2015 года.

## Результаты

### Чемпионаты мира
- 2019 — 18-е место
- 2023 — 18-е место

### Чемпионаты Африки
- 1974 —
- 1976 — 5-е место
- 1985 — 8-е место
- 1991 — 5-е место
- 1992 — 6-е место
- 2000 — 7-е место
- 2012 — 8-е место
- 2014 — 6-е место
- 2016 — Дисквалифицирована
- 2018 —
- 2021 — 5-е место
- 2022 — 4-е место